# Rohan Dennis
Rohan Dennis (Adelaide, 28 mei 1990) is een Australisch voormalig baan- en wegwielrenner. Hij is vooral gespecialiseerd in het tijdrijden.

## Biografie
Gestart als zwem- en waterskifanaat raakte Rohan Dennis vertrouwd met de wielersport na een initiatiecursus. Aanvankelijk beschouwde hij het wielrennen als trainingsactiviteit tot verbetering van zijn zwemprestaties, maar hij koos dan uiteindelijk voor de fiets als volwaardige sport.

### Carrière op de baan
Dennis startte zijn wielercarrière op de piste in de discipline achtervolging. Hij won het WK achtervolging per ploeg voor junioren in 2008. Bij de beroepsrenners haalde hij diverse titels en ereplaatsen bij de wereldkampioenschappen en Australische kampioenschappen achtervolging, individueel en per ploeg. In 2012 nam Dennis deel aan de Olympische Spelen. Samen met Glenn O'Shea, Jack Bobridge en Michael Hepburn behaalde hij een zilveren medaille op de ploegenachtervolging.

### Carrière op de weg
Dennis vergaarde bij de beloften reeds een aantal titels. Hij ving in 2009 zijn loopbaan op de weg aan in dienst van de Australische ploeg Team Jayco-AIS. Als tijdritspecialist behaalde hij zijn eerste successen in de Ronde van Thüringen (zevende) en de Herald Sun Tour (vierde). In 2010 nam hij voor het eerst deel aan de Tour Down Under.
In 2010 werd Rohan Dennis Australisch kampioen tijdrijden bij de beloften. In 2011 verhuisde hij naar Europa en werd lid van de opleidingsploeg Rabobank CT. In september van dat jaar behaalde hij de tweede plaats in de proloog van de Ronde van de Toekomst. In 2012 won hij opnieuw het Australisch kampioenschap tijdrijden bij de beloften en ook het kampioenschap op de weg bij de beloften drie dagen eerder.
In 2015 won Dennis in Utrecht de openingstijdrit van de Ronde van Frankrijk. Hij mocht daarom ook de gele trui aantrekken, die hij een dag later verloor aan Fabian Cancellara. Later dat jaar werd hij met zijn ploeg BMC wereldkampioen op de ploegentijdrit bij het WK wielrennen in Richmond in de Verenigde Staten. In 2016 nam Dennis deel aan de wegwedstrijd op de Olympische Spelen in Rio de Janeiro, maar hij reed deze niet uit. Vier dagen later werd hij vijfde in de tijdrit, waarin hij door een fietswissel niet mee kon doen om de winst.
Van 2016 tot 2018 werd Dennis drie jaar op rij Australisch kampioen tijdrijden bij de elite. In 2017 veroverde hij voor één dag de rode leiderstrui in de Ronde van Spanje, nadat hij met zijn team BMC de eerste etappe (een ploegentijdrit) gewonnen had. In 2018 droeg Dennis tevens enkele dagen de roze trui in de Ronde van Italië, waarmee hij een van de weinige wielrenners is die in alle drie de grote rondes het algemeen klassement heeft aangevoerd. Later in deze Giro schreef Dennis de zestiende etappe op zijn naam (een individuele tijdrit).
Dennis won in september 2018 het wereldkampioenschap tijdrijden in Innsbruck, Oostenrijk. Hij reed ruim een minuut sneller dan Tom Dumoulin en Victor Campenaerts.
In de Ronde van Frankrijk 2019 gaf hij in de etappe voorafgaand aan de tijdrit, waarin hij een belangrijke kanshebber zou zijn, om onduidelijke redenen op.
Na zeven jaren voor het Amerikaanse Garmin-Sharp en diens opvolger BMC te hebben gereden tekende Dennis in augustus 2018 een tweejarig contract bij Bahrain-Merida. Op 13 september 2019 ontsloeg Bahrain-Merida de Australische tijdritspecialist. Nog diezelfde maand won hij het Wereldkampioenschap tijdrijden 2019 in Yorkshire in het Verenigd Koninkrijk met meer dan een minuut voorsprong op Remco Evenepoel en Filippo Ganna. Vanaf het seizoen 2020 was hij aan de slag bij het Britse INEOS. In 2022 stapte hij over naar de Nederlandse ploeg Jumbo-Visma.

### Werelduurrecord
Op 8 februari 2015 deed Dennis een succesvolle poging om het werelduurrecord te verbreken. Hij reed 52,491 km en verbeterde hiermee de afstand van Matthias Brändle met 641 meter. Op 2 mei van dat jaar moest hij zijn record al afstaan aan Alex Dowsett, die zijn topprestatie verbeterde met 433 meter. In juli 2019 kondigde Dennis aan dat hij na de Olympische Zomerspelen 2020 een nieuwe aanval op het werelduurrecord plande.

### Huwelijk en veroordeling
Dennis trouwde in februari 2018 met wielrenster Melissa Hoskins, die in 2015 met Australië de wereldtitel won op de ploegenachtervolging. Samen kregen zij twee kinderen. 
Op 30 december 2023 werd Hoskins vlakbij haar huis aangereden door een pick-up, waarbij Dennis achter het stuur zou hebben gezeten. Hoskins overleed op 32-jarige leeftijd in het ziekenhuis aan haar verwondingen. Dennis werd op 31 december 2023 gearresteerd wegens "gevaarlijk rijgedrag, onzorgvuldig rijden en het in gevaar brengen van een mensenleven, met de dood tot gevolg." Dennis kreeg in mei 2025 een voorwaardelijke gevangenisstraf van bijna 17 maanden. De straf werd met tien maanden ingekort omdat hij schuld had bekend. Daarnaast werd zijn rijbewijs voor vijf jaar ingenomen.

## Baanwielrennen

### Palmares
| Jaar | AK                                  | WK                   | OS                   | Overige                           |
| ---- | ----------------------------------- | -------------------- | -------------------- | --------------------------------- |
| 2008 |                                     |                      |                      | WB Melbourne ploegenachtervolging |
| 2009 | Ploegenachtervolging                | Ploegenachtervolging |                      | WB Peking ploegenachtervolging    |
| 2010 | Ploegenachtervolging, Achtervolging | Ploegenachtervolging |                      |                                   |
| 2011 | Ploegenachtervolging, Achtervolging | Ploegenachtervolging |                      | WB Manchester achtervolging       |
| 2012 | Ploegenachtervolging, Achtervolging | Ploegenachtervolging | Ploegenachtervolging | WB Londen ploegenachtervolging    |
| 2013 |                                     |                      |                      |                                   |
| 2014 |                                     |                      |                      |                                   |
| 2015 |                                     |                      |                      | Werelduurrecord                   |

## Wegwielrennen

### Overwinningen
2010
 Australisch kampioen tijdrijden, Beloften
1e etappe Ronde van Thüringen, Beloften (ploegentijdrit)
2012
 Australisch kampioen op de weg, Beloften
 Australisch kampioen tijdrijden, Beloften
Berg- en jongerenklassement Tour Down Under
5e etappe Olympia's Tour
5e etappe Ronde van Thüringen, Beloften
Eindklassement Ronde van Thüringen, Beloften
Memorial Davide Fardelli
Chrono Champenois
2013
Jongerenklassement Critérium du Dauphiné
3e etappe Ronde van Alberta
Eindklassement Ronde van Alberta
2014
Jongerenklassement Ronde van de Sarthe
3e etappe Ronde van Californië
 UCI Ploegentijdrit in Ponferrada
2015
3e etappe Tour Down Under
Eind- en jongerenklassement Tour Down Under
3e etappe Critérium du Dauphiné (ploegentijdrit)
1e etappe (individuele tijdrit) en 9e etappe (ploegentijdrit) Ronde van Frankrijk
4e en 5e etappe (individuele tijdrit) USA Pro Challenge
Eindklassement USA Pro Challenge
 UCI Ploegentijdrit in Richmond
2016
 Australisch kampioen tijdrijden, Elite
6e etappe Ronde van Californië (individuele tijdrit)
7e etappe deel B Ronde van Groot-Brittannië
2e etappe (individuele tijdrit) en 5e etappe (ploegentijdrit) Eneco Tour
2017
 Australisch kampioen tijdrijden, Elite
Eind- en puntenklassement Ronde van de Provence
1e etappe (ploegentijdrit) en 7e etappe (individuele tijdrit) Tirreno-Adriatico
2e etappe Ronde van Catalonië (ploegentijdrit)
2e etappe Ronde van de Alpen
1e en 9e etappe Ronde van Zwitserland (individuele tijdritten)
1e etappe Ronde van Spanje (ploegentijdrit)
2018
 Australisch kampioen tijdrijden, Elite
4e etappe Ronde van Abu Dhabi (individuele tijdrit)
7e etappe Tirreno-Adriatico (individuele tijdrit)
16e etappe Ronde van Italië (individuele tijdrit)
1e en 16e etappe Ronde van Spanje (individuele tijdritten)
 Wereldkampioen tijdrijden, Elite
2019
1e etappe Ronde van Zwitserland (individuele tijdrit)
 Wereldkampioen tijdrijden, Elite
2021
2e etappe Ronde van Catalonië (individuele tijdrit)
proloog Ronde van Romandië
2022
 Australisch kampioen tijdrijden, Elite
1e etappe Ronde van Spanje (ploegentijdrit)
2023
2e etappe Tour Down Under
3e etappe Parijs-Nice (ploegentijdrit)

### Resultaten in voornaamste wedstrijden
| Jaar | Ronde van Italië | Ronde van Frankrijk | Ronde van Spanje |
| ---- | ---------------- | ------------------- | ---------------- |
| 2013 |                  | opgave              |                  |
| 2014 |                  |                     | 84e              |
| 2015 |                  | 101e (1)            |                  |
| 2016 |                  | opgave              |                  |
| 2017 | opgave           |                     | opgave           |
| 2018 | 16e (1)          |                     | opgave (2)       |
| 2019 |                  | opgave              |                  |
| 2020 | 35e              |                     |                  |
| 2021 |                  |                     |                  |
| 2022 |                  |                     | 52e              |
| 2023 | 41e              |                     |                  |

| Jaar | Strade Bianche | Clásica San Sebastián |  | WK op de weg |  | Wereldranglijsten |
| ---- | -------------- | --------------------- |  | ------------ |  | ----------------- |
| 2013 | 48e            | 97e                   |  | opgave       |  | 110e (UWT)        |
| 2014 |                |                       |  | opgave       |  | 142e (UWT)        |
| 2015 |                |                       |  |              |  | 38e (UWT)         |
| 2016 |                |                       |  |              |  | 143e (UWT)        |
| 2017 |                |                       |  |              |  | 45e (UWT)         |
| 2018 |                |                       |  | opgave       |  | 46e (UWT)         |
| 2019 |                |                       |  | opgave       |  |                   |
| 2020 |                |                       |  |              |  |                   |
| 2021 |                |                       |  |              |  |                   |
| 2022 |                |                       |  |              |  |                   |
| 2023 |                |                       |  |              |  |                   |

### Resultaten in kleinere rondes
| Jaar | Tour Down Under | Parijs-Nice | Tirreno-Adriatico | Ronde van Catalonië | Ronde van het Baskenland | Ronde van Romandië | Critérium du Dauphiné | Ronde van Zwitserland | Ronde van Polen | Eneco Tour |
| ---- | --------------- | ----------- | ----------------- | ------------------- | ------------------------ | ------------------ | --------------------- | --------------------- | --------------- | ---------- |
| 2013 |                 |             | 77e               |                     |                          | 76e                | 8e                    |                       |                 |            |
| 2014 | 61e             |             |                   |                     |                          | 43e                |                       | 89e                   |                 | 98e        |
| 2015 | ↑ (1)           | opgave      |                   |                     | 42e                      | 38e                | 34e                   |                       |                 |            |
| 2016 | 23e             |             |                   | opgave              |                          |                    | 68e                   |                       |                 | opgave (1) |
| 2017 | 6e              |             | ↑ (1)             | opgave              |                          |                    |                       | 97e (2)               | 45e             |            |
| 2018 | 30e             |             | 79e (1)           |                     |                          | 7e                 |                       |                       | 60e             |            |
| 2019 | 5e              |             | 95e               |                     | opgave                   |                    |                       | ↑ (1)                 |                 |            |
| 2020 | 4e              |             | 87e               |                     |                          |                    |                       |                       | 78e             |            |
| 2021 |                 | 45e         |                   | 46e                 |                          | 17e                |                       | 37e                   |                 |            |
| 2022 |                 |             |                   |                     |                          |                    |                       | opgave                |                 |            |
| 2023 |                 |             |                   |                     | opgave                   |                    |                       | opgave                |                 |            |

(*) tussen haakjes aantal individuele etappe-overwinningen

## Ploegen
- 2009 –  Team Jayco-AIS[a]
- 2010 –  Team Jayco-Skins
- 2011 –  Rabobank Continental Team
- 2012 –  Team Jayco-AIS
- 2013 –  Garmin Sharp
- 2014 –  Garmin Sharp (tot 31 juli)
- 2014 –  BMC Racing Team (vanaf 1 augustus)
- 2015 –  BMC Racing Team
- 2016 –  BMC Racing Team
- 2017 –  BMC Racing Team
- 2018 –  BMC Racing Team
- 2019 –  Bahrain-Merida
- 2020 –  Team INEOS
- 2021 –  INEOS Grenadiers
- 2022 –  Team Jumbo-Visma
- 2023 –  Jumbo-Visma

Wielerploegen van Rohan Dennis
Bobridge · Davison · Dennis · Freiberg · Howard · Matthews · Meyer · O'Shea · Semple
Aitken · Carver · Dennis · Donnelly · Durbridge · Hepburn · Lane · Lang · Matthews · O'Shea · Rudolph
Asselman ·
van Baarle ·
Bol ·
Boskamp ·
Bovenhuis ·
Bulgaç ·
Dennis ·
Dumoulin ·
Goos ·
Hofland ·
Kelderman ·
Kreder · 
van der Lijke ·
Markus ·
Olivier ·
Riesebeek ·
Sinkeldam
Aitken · Dennis · Donnelly · Freiberg · Howson · Lane · McCarthy · O'Shea · Watson
Bauer ·
Danielson · 
Dekker ·
Dennis ·
Fairly ·
Farrar ·
Fernández ·
Haas ·
Hesjedal ·
Howes ·
Hunter ·
Klier (tot 13/05) ·
M. Kreder ·
R. Kreder ·
Maaskant ·
Martin ·
Millar · 
Morton ·
Navardauskas ·
Nuyens ·
Rasmussen ·
Rathe ·
Rosseler ·
Stetina ·
Talansky ·
Vande Velde ·
Vansummeren ·
Von Hoff ·
Wegmann ·
Zabriskie ·
O'Shea (stagiair) 
Acevedo · van Baarle · Bauer · Brown · Cardoso · Danielson · Dekker · Dennis · Fairly · Farrar · Fernández · Gaimon · Haas · Hansen · Hesjedal · Howes · King · Kreder · Langeveld · Martin · Millar · Morton · Navardauskas · Nuyens · Slagter · Talansky · Vansummeren · Von Hoff · Wegmann · Girdlestone (stagiair) · Mannion (stagiair)
Atapuma · Bookwalter · Burghardt · Cummings · Dennis · Dillier · Eijssen · Evans · Gilbert · Hermans · Hushovd · Kohler · Lander · Lodewyck · Moinard · Morabito · Nerz · Oss · Phinney · Quinziato · Sánchez · Schär · Stetina · Van Avermaet · Van Garderen · Velits · Warbasse · Wyss · Zabel · Davison (stagiair) · Teuns (stagiair) · Vliegen (stagiair) 
Atapuma · Bookwalter · Burghardt · Caruso · De Marchi · Dennis · Dillier · Drucker · Evans · Flakemore · Gilbert · Hermans · Küng · Lodewyck · Moinard · Oss · Phinney · Quinziato · Rosskopf · Sánchez · Schär · Senni · Stetina · Teuns · Van Avermaet · Van Garderen · Velits · Vliegen · Wyss · Zabel · Bohli (stagiair) · Frankiny (stagiair) · Gerts (stagiair)
Atapuma · Bohli · Bookwalter · Burghardt · Caruso · De Marchi · Dennis · Dillier · Drucker · Gerts · Gilbert · Hermans · Küng · Moinard · Oss · Phinney · Porte · Quinziato · Rosskopf · Sánchez · Schär · Senni · Teuns · Van Avermaet  · Van Garderen · Velits · Vliegen · Wyss · Zabel · Eisenhart (stagiair) · Lienhard (stagiair)
Bohli · Bookwalter · Caruso · De Marchi · Dennis · Dillier · Drucker · Elmiger · Frankiny · Gerts · Hermans · Küng · Moinard · Oss · Porte · Quinziato · Roche · Rosskopf · Sánchez · Schär · Scotson · Senni · Teuns · Van Avermaet  · van Garderen · Van Hooydonck · Ventoso · Vliegen · Wyss · Müller (stagiair) · Welten (stagiair)
Bettiol · Bevin · Bohli · Bookwalter · Caruso · De Marchi · Dennis   · Drucker · Frankiny · Gerrans · Küng · Porte · Roche · Roelandts · Rosskopf · Schär · Scotson · Teuns · Van Avermaet  · van Garderen · Van Hooydonck · Ventoso · Vliegen · Wyss
Agnoli · Arashiro · Bauhaus · Bole · Caruso · Colbrelli · Dennis     · Feng · García · Garosio · Haussler · Koren · Mohorič · A. Nibali · V. Nibali · Novak · Padoen · Pernsteiner · Pibernik · Pozzovivo · Sieberg · Teuns · Tratnik · Wang · Williams
Amador · Basso · Bernal · Carapaz  · Castroviejo · Dennis   · Doull · Dunbar · Froome · Ganna   · Geoghegan Hart · Gołaś · Hayter · Henao · Kiryjenka (t/m 31 januari) · Knees · Kwiatkowski · Lawless · Moscon · Narváez · Puccio · Rivera · Rodriguez · Rowe · Sivakov · Sosa · Stannard · Swift · Thomas · Van Baarle · Wurf (vanaf 1 februari)
Amador · Van Baarle · Basso · Bernal · Carapaz  · Castroviejo · De Plus · Dennis · Doull · Dunbar · Ganna     · Geoghegan Hart · Gołaś · Hayter · Henao · Kwiatkowski · Martínez · Moscon · Narváez · Pidcock (vanaf 1 februari) · Porte ·  Puccio · Rivera · Rodriguez · Rowe · Sivakov · Sosa · Swift · Thomas · Wurf · Yates · Plapp (stagiair)
Affini · Benoot · Bouwman · Dekker · Dennis · Dumoulin (tot 15/8) · Eenkhoorn · Foss   · Gesink · Harper · Hessmann · Hofstede · Kooij · Kruijswijk · Kuss · Laporte · Leemreize · Oomen · Roglič   · Roosen · Teunissen · Vader · Van Aert · Van der Sande · M. van Dijke · T. van Dijke · Van Emden · Van Hooydonck · Vingegaard · Gloag (stagiair)
Affini · Benoot · Bouwman · Dennis · Foss   · Gesink · Gloag · Hessmann · Hofstede · Kelderman · Kooij · Kruijswijk · Kuss · Laporte  · Leemreize · Oomen · Roglič   · Roosen · Tratnik · Vader · Valter · Van Aert · van Baarle · Van der Sande · M. van Dijke · T. van Dijke · Van Emden · Van Hooydonck · Vingegaard
- Gemeinsame Normdatei: 1314929674
- Virtual International Authority File: 2703170467996932370004